# Richtersia beauforti
Richtersia beauforti är en rundmaskart. Richtersia beauforti ingår i släktet Richtersia och familjen Richtersiidae. Inga underarter finns listade i Catalogue of Life.